# Jody Scheckter
Jody David Scheckter (født 29. januar 1950 i East London, Sydafrika) er en tidligere racerkører. I sine 8 sæsoner i Formel 1 opnået han at blive verdensmester i 1979 i den røde Ferrari som han kørte fra 1979 til 1980.